# 龙下乡
龙下乡，是中华人民共和国江西省赣州市全南县下辖的一个乡镇级行政单位。

## 行政区划
龙下乡下辖以下地区：
龙下村、上湖村、川凹村、虎条村、河田村和山石村。